# 拉什福德 (紐約州普查規定居民點)
拉什福德（英語：Rushford）是位於美國紐約州亞利加尼縣的普查規定居民點。

## 人口
根據2020年美國人口普查的數據，拉什福德的面積為1.52平方千米，皆為陸地。當地共有人口351人，而人口密度為每平方千米230.92人。